# 鈿女神社
鈿女神社（うずめじんじゃ）は、長野県北安曇郡松川村に鎮座する神社。

## 祭神
天鈿女命
天鈿女命を祀る神社では通常は猿田彦命と相殿で祀る場合が多いが、当社は本殿に天鈿女命のみを祀り（一神奉斎）、猿田彦命は境内の末社に祀っている点で珍しい。

## 歴史
明治年間（1868 - 1912年）に創建され、福利厚生に霊験あらたかな「おかめ様」として信仰を集め、昭和初期（20世紀前葉）には大いに賑わった。昭和5年（1930年）には付近を走る信濃鉄道（のちの大糸線）におかめ前駅が設置されている（国営化時に北細野駅と改称）。最盛期には門前に茶屋や土産店も軒を並べていたが、支那事変などの戦雲が垂れ込めるにつれ衰退。現在では、往時の隆盛を読み取ることは難しい。
同じ長野県内の岡谷市、下諏訪町及び茅野市にも鈿女神社があるが、これは当社から分祀されたものとされる。

## 境内
- 本殿 - 昭和6年（1931年）建立。天鈿女命を祀る。
- 末社 - 猿田彦命を祀る。
- 心清橋 - 国道147号から西進する参道が、神社東側を流れる前川を渡るところに渡された神橋。セメント等を用いず、直方体の石を組んだだけで架けられている。

本殿及び心清橋は、松川村指定の有形文化財。

## 祭事
- 二年参り　12月31日の夜遅くから元旦にかけてのお参り。
- 新春祈願祭　例年成人の日に行う。達磨焼と祈願祭を午後1時より3時まで同時に執り行います。
- 春の例大祭　4月の第二日曜日にひる祭り。前日の土曜午後７時より宵祭り。

## 周辺
- 高瀬川
- 乳川（ちがわ）
- 細野簡易郵便局

## 交通アクセス
- JR大糸線 北細野駅から西へ400m、徒歩7分。
- 国道147号から西へ200m。